# Long After Dark
Long After Dark é o quinto álbum de estúdio da banda de rock americana Tom Petty and the Heartbreakers, lançado em 2 de novembro de 1982 pela Backstreet Records. Notável pelo sucesso da MTV "You Got Lucky", o álbum também foi o primeiro da banda a apresentar Howie Epstein nos vocais harmônicos e no  baixo. Os vocais de Epstein são predominantes em todo o álbum e, a partir daí, tornaram-se parte integrante do som dos Heartbreakers.
Dois outros singles do álbum foram lançados, "Change of Heart" e "Straight into Darkness". O primeiro deles se juntou a "You Got Lucky" no top 40 da Billboard. Em julho de 2018, "Keep a Little Soul", uma participação de Long After Dark, foi lançado como o primeiro single a promover o box set de Petty, An American Treasure. "Keeping Me Alive", outro álbum das sessões do álbum, foi um dos favoritos de Petty, e acabou sendo lançado no Playback, de 1995 e no Heartbreakers ', e também no An American Treasure.

## Lista de músicas
Todas as faixas escritas e compostas por Tom Petty, exceto quando indicado. 
| Lado A |                    |         |  |
| N.º    | Título             | Duração |  |
| 1.     | "A One Story Town" | 3:06    |  |
| 2.     | "You Got Lucky"    | 3:37    |  |
| 3.     | "Deliver Me"       | 3:28    |  |
| 4.     | "Change of Heart"  | 3:18    |  |
| 5.     | "Finding Out"      | 3:36    |  |

| Lado B         |                          |         |  |
| N.º            | Título                   | Duração |  |
| 6.             | "We Stand a Chance"      | 3:38    |  |
| 7.             | "Straight into Darkness" | 3:49    |  |
| 8.             | "The Same Old You"       | 3:31    |  |
| 9.             | "Between Two Worlds"     | 5:12    |  |
| 10.            | "A Wasted Life"          | 4:35    |  |
| Duração total: | Duração total:           | 37:44   |  |

## Pessoal
Tom Petty and the Heartbreakers
- Mike Campbell - guitarras (chumbo, 12 cordas), órgão em "We Stand a Chance"
- Howie Epstein - baixo, vocal de apoio
- Stan Lynch - bateria, vocal de acompanhamento
- Tom Petty - vocal, guitarra (acústica, elétrica, 12 cordas, faixa em "We Stand a Chance"), sintetizador Prophet 5
- Benmont Tench - pianos acústicos e elétricos, órgãos Hammond e Vox, sintetizador, vocais de fundo

Músicos adicionais
- Ron Blair - baixo em "Between Two Worlds"
- Phil Jones - percussão

Produção
- Jimmy Iovine - produção
- Stephen Marcussen - masterização
- Tom Petty - produção
- Don Smith - engenheiro
- Tommy Steele - design
- Shelly Yakus - engenheiro